# Sophie Montel
Sophie Montel (Montbéliard, 22 novembre 1969) è una politica francese.

## Biografia
Nel 1987 aderisce al Fronte Nazionale, ed è consigliere regionale della Franche-Comté dal 1998 al 2015.
Viene eletta eurodeputata nel 2014, fino al 2019.
Nel dicembre 2015 si è candidata alle elezioni regionali in Bourgogne - Franche-Comté, ottenendo il 31,5% dei voti al primo turno e il 32,44 al secondo. Diviene consigliere regionale e capogruppo del suo partito. Resta consigliere regionale fino al 2021.
Lascia il FN insieme al vice presidente Florian Philippot nel settembre 2017, e aderisce a Les Patriotes.